# Anségise de Sens
Pour l’article homonyme, voir Anségise.

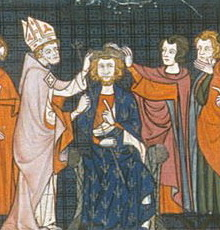
Anségie couronne Carloman II.

Anségise († 879 où 883) est un moine bénédictin, abbé du monastère Saint-Michel, à Beauvais, puis archevêque de Sens de 871 à sa mort.

## Biographie
Anségise est le fils d'Ardrad et de Witelaïe, le frère de Wala, évêque d'Auxerre. Il a été prêtre de l'église de Reims avant de devenir abbé de Saint-Michel. Charles le Chauve l'a envoyé en mission à Rome en 870. Il est élu au siège de Sens, vacant depuis un an, en 871. En août 871, il participe au concile de Douzy, près de Mouzon, pendant lequel l'évêque Hincmar de Laon est déposé. Il signe les actes de l'assemblée de Châlons, en 875. Charles le Chauve l'envoie à Rome pour solliciter du pape Jean VIII la couronne impériale vacante après la mort de Louis II le Jeune.
Après le couronnement de Charles le Chauve comme empereur du Saint-Empire par le pape Jean VIII, en 875, le nouvel empereur demande au pape de nommer Anségise comme légat pontifical et primat des Gaules et de Germanie. Avec un légat pontifical de nationalité française, disposé à soutenir l'empereur, Charles le Chauve espère étendre son influence sur ces pays. Le pape accède au souhait de Charles. Ce dernier réuni un concile général du royaume  à Ponthion en présence de trois légats du Saint-Siège, le 21 juin 876 qui ont reconnu Anségise en qualité de primat et de vicaire apostolique. Les évêques sont consultés à propos de la primatie pour Anségise, ils protestent contre ce qu'ils considèrent comme un empiètement de leurs droits, et particulièrement Hincmar, l'archevêque de Reims. Charles le Chauve a fait placer Anségise au-dessus des évêques et de métropolitains. Il est retourné à Rome pour raccompagner les trois légats du Saint-Siège.
Bien qu'Anségise ait conservé ce titre, il paraît douteux qu'il ait réellement exercé les pouvoirs de primat sur la France et la Germanie. Cette primatie est d'ailleurs plus honorifique que dotée d'un réel pouvoir. Les successeurs d'Anségise conserveront ce titre de primat (confirmé par le pape à Sewin, archevêque en l'an 1000).
En 876, l’archevêque et vicomte de Sens expulse les juifs de la ville.
En 878, il préside de concile de Troyes. Le 4 septembre 879, il couronne à l'abbaye de Ferrières les fils de Louis II le Bègue, Louis III et Carloman II.
Anségise meurt le 25 novembre 879 ou 883.

## Sources
- (en) Cet article est partiellement ou en totalité issu de l’article de Wikipédia en anglais intitulé « Ansegisus (Archbishop of Sens) » (voir la liste des auteurs).
- Cet article inclus du texte de l'édition de 1913 de la Catholic Encyclopedia, qui est dans le domaine public.